# Список богомолів України
У фауні України відомо 7 видів богомолів. Богомоли поширені в основному в субтропічних та тропічних країнах з теплим кліматом. Лише окремі види зустрічаються у помірному кліматі. Утім потепління клімату Європи призводить до розширення ареалу багатьох видів живих організмів, зокрема і богомолів. Більшість видів богомолів України поширені на півдні країни, найбагатшою є фауна Криму. Найбільш поширений на північ вид — богомол звичайний, ареал якого на початку XXI сторіччя займає майже всю територію країни. Активно розширює свій ареал на північ і деревний богомол закавказький, який активно поширюється з Криму в більш північні області у 2000-ні — 2010-ті роки.
Міжнародний союз охорони природи з більш як 2500 видів богомолів у 2014 році визнавав загрозливим стан лише виду Ameles fasciipennis з центральної Італії, а також до Червоного списку МСОП був внесений піренейський ендемік Apteromantis aptera в найменш загрозливому статусі (LC). Проте вже з 2016 року в переліку МСОП перебувають 13 видів богомолів, зокрема богомол звичайний — в найменш загрозливому статусі. Більшість видів богомолів України знаходяться на північно-західній чи північно-східній межі ареалу, зустрічаються нечасто, тому 4 з 7 видів занесені до Червоної книги України.
Відомий випадок завезення до Одеси з Гвінеї разом з бананами самиці виду Sphodromantis lineola на початку 1960-х років.

## Позначки
Наступні теги використовуються для виділення охоронного статусу кожного виду за оцінками Червоної книги України (2009):
| ВР | Вразливий |
| ЗК | Зникаючий |

## Список видів
| Наукова назва, автор, рік опису                                              | Українська назва                                  | Статус ЧКУ | Ареал в Україні                                                                      | Зображення |
| Родина: Богомолові (Mantidae)                                                |                                                   |            |                                                                                      |            |
| Рід: Mantis                                                                  |                                                   |            |                                                                                      |            |
| Mantis religiosa Linnaeus, 1758                                              | Богомол звичайний                                 | —          | По всій території України, окрім Карпат.                                             |            |
| Рід: Bolivaria                                                               |                                                   |            |                                                                                      |            |
| Bolivaria brachyptera Pallas, 1773                                           | Боліварія короткокрила                            | ЗК         | Південь Одеської, Херсонської області, Крим                                          |            |
| Рід: Ameles                                                                  |                                                   |            |                                                                                      |            |
| Ameles heldreichi taurica Jakovlev 1903, або Ameles heldreichi Brunner, 1882 | Богомольчик кримський, або богомольчик Гельдрейха | —          | Степовий Крим, південь Запорізької і Херсонської областей                            |            |
| Рід: Hierodula                                                               |                                                   |            |                                                                                      |            |
| Hierodula transcaucasica Brunner, 1878                                       | Деревний богомол закавказький                     | —          | Південне узбережжя Криму, ліси та сади степового Криму, Херсонська область.          |            |
| Родина: Tarachodidae                                                         |                                                   |            |                                                                                      |            |
| Рід: Iris                                                                    |                                                   |            |                                                                                      |            |
| Iris polystictica Fischer-Waldheim, 1846                                     | Ірис плямистий                                    | ЗК         | Крим, степові райони Херсонської, Запорізької, Дніпропетровської, Донецької областей |            |
| Родина: Емпузові (Empusidae)                                                 |                                                   |            |                                                                                      |            |
| Рід: Емпуза (Empusa)                                                         |                                                   |            |                                                                                      |            |
| Empusa pennicornis Pallas, 1773                                              | Емпуза піщана                                     | ВР         | Миколаївська, Херсонська області                                                     |            |
| Empusa fasciata Brullé, 1832                                                 | Емпуза смугаста                                   | ВР         | гірські райони та південне узбережжя Криму                                           |            |